# GO (アメリカ合衆国の企業)
GO Corporationは、1987年から1994年まで操業していたハンドヘルド・コンピュータと携帯情報端末向けのソフトウエアを開発するアメリカ合衆国の企業である。
タブレットPCにおける先駆的な業績のみならず、最も十分に資金を提供された会社の一つでもある。
GO社はビジネスとしては成功しなかったが、後に各方面で活躍する有能な人材を輩出した。

## 歴史
それまであった携帯式あるいはペン式のコンピュータ達が操作性などで多くの難題に遭遇したので、独自の携帯ペン式コンピュータを開発した。ハードウェアグループはEO Inc.からスピンアウトしてできた。EO Inc.は後にAT&Tの傘下に入った。
GO社のPenPoint OSはAT&T社のEO パーソナル・コミュニケータでも作動した。しかし1980年代から1990年代初頭のタブレットPCの例に漏れず、GO社もまたマイクロソフトのWindows用のWindos for Pen Computingとの競争に晒され、1994年に廃業した。

## 人材を輩出
創業者はジェリー・カプラン (Jerry Kaplan)、ロバート・カー（Robert Carr）とケビン・ドーレン（Kevin Doren）だった。
カプランはその後会社の記録をStartup: A Silicon Valley Adventure（日本語版:『シリコンバレー・アドベンチャー ― ザ・起業物語』）として公刊した。またボーダフォン社のディレクターやグーグル社の副社長などを務め、現在Twitter社の取締役会メンバーであるオミッド・コーデスタニ（Omid Kordestani）は、そのキャリアをGO社でスタートした。
他に特筆すべきGO社の出身者にCEOだったウィリアム（ビル）・キャンベル (Bill Campbell) がいる。彼は後にソフトウェア会社インテュイットの会長になった（故人）。販売担当の副社長だったストラットン・スクラボス（Stratton Sclavos）はベリサイン社の会長・CEOを務めた。CFOとビジネス運営の副社長だったランディ・コミサー（Randy Komisar）はルーカスアーツ社のCEOになり、マーケティング担当副社長の マイク・ホーマー（Michael Homer）（故人）は、1995年のNetscape社のIPO時のマーケティング担当の副社長を務め、Internet Explorerへの対抗などで1990年代のNetscape社を支えた。

## 訴訟
2005年6月29日、カプランは、マイクロソフト社の技術者がGO社との守秘義務に反する行為をした等と主張し、マイクロソフト社に対して独占禁止法訴訟を提起した。2007年、米連邦控訴裁判所はGO社の訴えを棄却した。